# Cheilio inermis
Cheilio inermis - gatunek ryby z rodziny wargaczowatych, jedyny przedstawiciel rodzaju Cheilio Lacépède, 1802. Poławiana na niewielką skalę.

## Występowanie
Indopacyfik, od Morza Czerwonego po Hawaje i południową Japonię.

## Opis
Osiąga do 50 cm długości.